# Roguenette
Pour un article plus général, voir Réseau hydrographique d'Eure-et-Loir.
La Roguenette est une rivière française qui coule dans le département d'Eure-et-Loir en région Centre-Val de Loire. C'est un affluent gauche de l'Eure, et donc un sous-affluent de la Seine.

## Géographie
Longue de 14,1 km, la Roguenette prend sa source à Sours, à l'altitude 146 mètres, en plein milieu du village dans le département d'Eure-et-Loir.
Après un cours globalement orienté du sud-est vers le nord-ouest, la Roguenette rejoint l'Eure, dont elle est un affluent de rive gauche, à Saint-Prest, à l'altitude 74 mètres.

### Communes et cantons traversés
Restant dans le seul département d'Eure-et-Loir, la Roguenette traverse quatre  communes et deux cantons :
- dans le sens amont vers aval : Sours (source), Nogent-le-Phaye, Gasville-Oisème et Saint-Prest (confluence).

- concernant les cantons, la Roguenette prend source dans l'ancien canton de Chartres-Sud-Est, conflue dans l'ancien canton de Chartres-Nord-Est, le tout dans l'arrondissement de Chartres.

Elle traverse le parc du château de Sours.

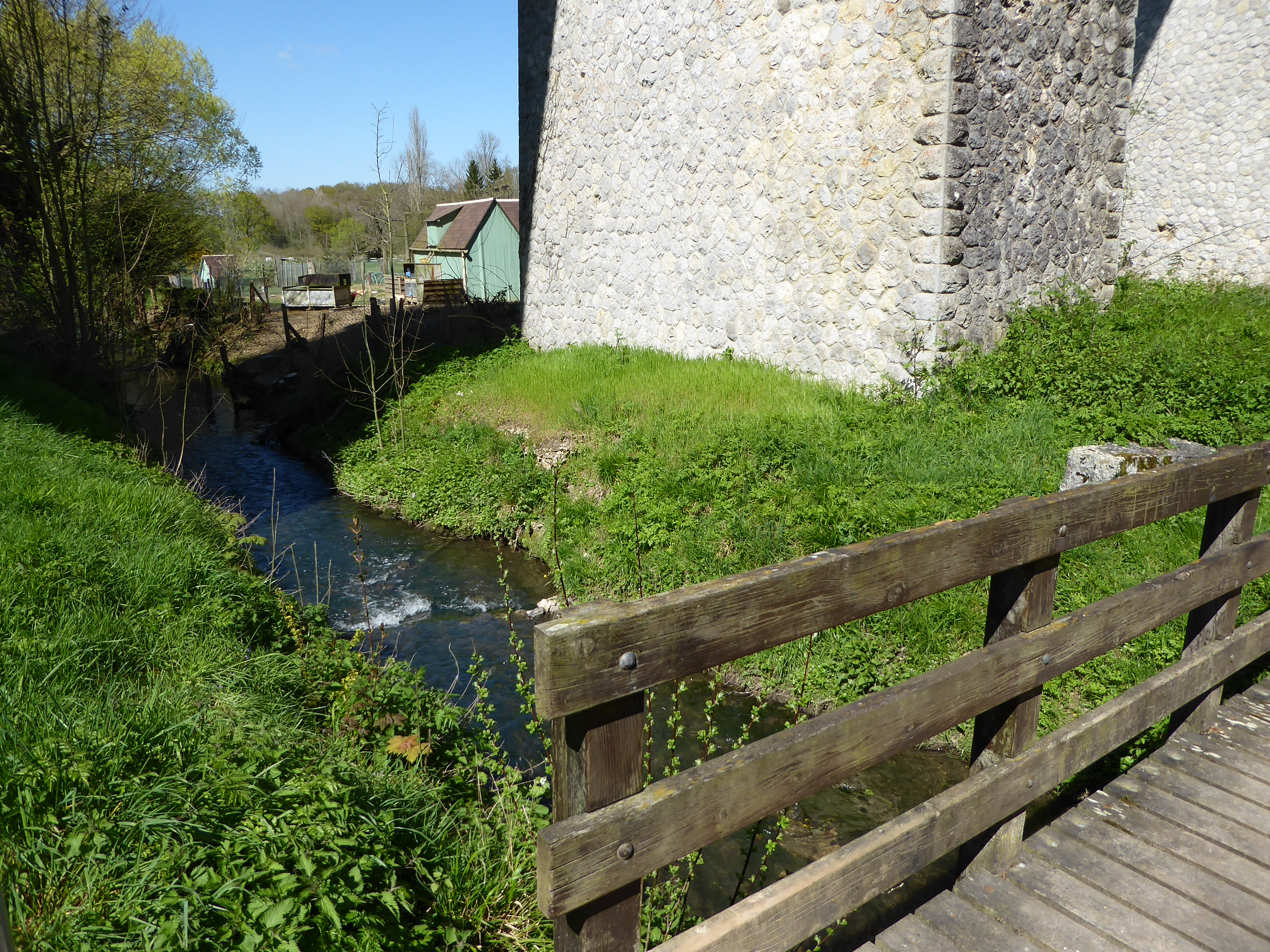
La Roguenette sous le viaduc d'Oisème.

### Bassin versant
La Roguenette traverse une seule zone hydrographique L'Eure du confluent du Colnon (exclu) au confluent de la Voise (exclu) (H405) de 949 km2 de superficie. Ce bassin versant est constitué à 77,37 % de « territoires agricoles », à 14,94 % de « forêts et milieux semi-naturels », à 7,01 % de « territoires artificialisés », à 0,62 % de « surfaces en eau ». 

## Affluents
La Roguenette a deux petits affluents qui sont en fait des ruisseaux d'irrigation pour l'agriculture céréalière : 
- le Ru de Génerville (rd), 1,9 km sur la seule commune de Sours
- et le Ru de Chandres, ou la Branche (rd), 5,3 km sur les trois communes de Nogent-le-Phaye (confluence), Sours, Houville-la-Branche (source).

Donc son nombre de Strahler est de deux.

## Hydrologie

### La Roguenette à Saint-Prest
Le débit moyen annuel ou module de la Roguenette, observé durant une période de 30 ans (de 1974 à 2003), à Saint-Prest, localité située peu avant son confluent avec l'Eure, est de 1,96 m3/s pour une surface de bassin de 413 km2[réf. nécessaire].

### Crues
Les crues cependant peuvent être relativement importantes. Les QIX 2 et QIX 5 valent respectivement 14 et 20 m3/s. Le QIX 10 est de 25 m3/s, le QIX 20 de 29 m3/s, tandis que le QIX 50 se monte à 34 m3/s[réf. nécessaire].

## Aménagements et écologie

### Faune
Sur ses rives, on peut y croiser régulièrement :
- Le ragondin, la couleuvre à collier, la musaraigne couronnée, le lièvre d'Europe, le lapin de garenne, le canard colvert, le vison d'Amérique.[réf. nécessaire]

On note aussi une faune de "passage" qui vient s'y abreuver, plutôt occasionnelle et discrète. On pourra apercevoir :
- Le cerf, la biche, le sanglier, le faisan, le chevreuil, le renard roux, le blaireau européen, le cygne tuberculé.[réf. nécessaire]

On y a déjà pêché :
- La bouvière, le brochet, la lamproie de Planer, la loche de rivière, l'ombre commun, la vandoise, la truite fario étant l'espèce dominante.[réf. nécessaire]